# Turkmensk (sprog)
 For alternative betydninger, se Turkmensk. (Se også artikler, som begynder med Turkmensk)
Turkmensk er det officielle sprog i det centralasiatiske land Turkmenistan. Sproget tales af 3,5 millioner indbyggere i Turkmenistan. Sproget tales samtidig af de mange turkmenske emigranter der hovedsageligt er bosat i Iran,Tyrkiet og Afghanistan.
- Der findes også en Wikipedia på turkmensk.

| Sprog | Spire Denne artikel om sprog er en spire som bør udbygges. Du er velkommen til at hjælpe Wikipedia ved at udvide den. |